# Eupronoe armata
Eupronoe armata är en kräftdjursart. Eupronoe armata ingår i släktet Eupronoe och familjen Pronoidae. Inga underarter finns listade i Catalogue of Life.